# ジェリーの日記
ジェリーの日記（ジェリーのにっき、Jerry's Diary）は、1949年10月22日に公開された『トムとジェリー』シリーズの短編映画作品。

## スタッフ
- 監督 - ウィリアム・ハンナ、ジョセフ・バーベラ
- 製作 - フレッド・クインビー
- 作画 - ケネス・ミューズ、エド・バージ
- 音楽 - スコット・ブラッドリー

## 作品内容
いつものようにジェリーを捕まえてやろうと画策するトムは、巣穴の周りにありったけの罠を仕掛けジェリーを待ち伏せる。そこへラジオから陽気な笑い声が聞こえてダドリーおじさんの番組が始まる。
「今週は動物愛護週間。普段よりもっと動物を可愛がってあげようね」。そう語りかけるおじさんに対し初めは嫌がるトムだったが、やがて考えを改め罠を全て撤去し、ジェリーにパイなどをプレゼントすることにした。しかし、肝心のジェリーは出かけていて留守だった。巣の中を覗き込んでみると中には「僕の日記」と書かれた一冊の本が。トムは持ち主の留守をいいことに、彼の日記を盗み読みし始める。
日記に書かれていた内容は、『目茶苦茶ゴルフ』・『ネズミ取り必勝法』・『恋ははかなく』・『勝利は我に』での出来事。どれもこれもトムにとっては散々な目に遭った出来事であり、日記を読み進むごとに怒ってプレゼントを蹴散らし、挙げ句の果てには日記を粉々に引き裂いてしまう。
そこへジェリーが帰ってきた。怒り狂ったトムはジェリーを襲おうとするが、そこへ再びラジオからダドリーおじさんの声が。「動物のためにいい物を用意したかな？用意ができたらご褒美にそれをあげましょう」。そう呼びかけるおじさんの声に応じるが如く、トムはパイを勢い良くジェリーに投げつける形で「プレゼント」する。パイまみれになったジェリーは訳が解らず、首をかしげるばかりだった。
本作は一応トムが勝利する数少ない話である。

## 登場キャラクター
トム
ジェリーが書いた日記を見つけこっそり盗み読むが、その内容に憤慨する。最後は腹いせに、普通にプレゼントする予定だったパイをジェリーに投げつけた。
ジェリー
これまでに起きたトムとの出来事を日記にしたためているが、その多くがトムをコケにした内容ばかりだった。その日記を読んで怒ったトムに帰ってくるなり突然パイを投げつけられ、首をかしげていた。
ダドリーおじさん
ラジオ番組の司会。トムを含むリスナー達へ動物愛護を呼びかける。番組を流すラジオは顔のような形をしており、声に合わせて表情を作る。

## 備考
本作は一応トムが勝利する数少ない作品の一つである。
初めて過去作品の1シーンが回想で使用された作品（今日でいうところの総集編）であり、以降も『恋のとりこ』・『トム氏の優雅な生活』・『映画大会』など、過去の作品を流用している作品が幾つか作られている。

## その他
本作は「ここまでおいで」「いたずらきつつき」
などと同様に再公開されていないため、エンドクレジット表示が他作品と異なる。